# 柔道整復師法
柔道整復師法（じゅうどうせいふくしほう、昭和45年4月14日法律第19号）は、柔道整復師全般の職務・資格などに関する日本の法律である。通称は柔整法。
1970年（昭和45年）7月10日に施行された。
柔道整復師については1949年（昭和24年）に「あん摩、はり、きゆう、柔道整復等営業法（昭和22年12月20日法律第217号）」として制定された（1951年＜昭和26年＞に「あん摩マツサージ指圧師、はり師、きゆう師、柔道整復師等に関する法律」に改題）法律に基づいていたが、1970年（昭和45年）に柔道整復師法が制定されたことにより、単独法に基づくことになった。

## 概要
- 公布…昭和45年4月14日（法律19号）
- 施行…昭和45年7月10日

主に柔道整復師としての業務、義務に関して規定している。以下に有名な規定を概説する。
第1条　柔道整復師の目的その業務が適正に運用されるように規律することを目的とする
第2条　柔道整復師の定義柔道整復師を業とする
第4条　相対的欠格事由心身の障害、麻薬、大麻、あへんの中毒者、罰金以上の刑に処せられたもの、柔道整復の業務に関し犯罪、不正を行ったもの
第6条　登録及び免許証の交付柔道整復師試験に合格した者の申請で柔道整復師名簿に登録されたもの、厚生労働大臣が免許を与えた時は免許証を交付する
第15条　業務の禁止医師以外の者で柔道整復師の免許を必要とする
第16条　外科手術、薬品投与等の禁止
第17条　施術の制限医師の同意を得た場合のほか脱臼又は骨折の患部に施術をしてはならない。ただし応急手当をする場合はこの限りでない
第17条の2　守秘義務

## 医業類似行為
医業類似行為を参照のこと。